# Carleton (Míchigan)
Carleton es una villa ubicada en el condado de Monroe en el estado estadounidense de Míchigan. En el Censo de 2010 tenía una población de 2345 habitantes y una densidad poblacional de 913,63 personas por km².

## Geografía
Carleton se encuentra ubicada en las coordenadas 42°3′26″N 83°23′23″O / 42.05722, -83.38972. Según la Oficina del Censo de los Estados Unidos, Carleton tiene una superficie total de 2.57 km², de la cual 2.57 km² corresponden a tierra firme y (0%) 0 km² es agua.

## Demografía
Según el censo de 2010, había 2345 personas residiendo en Carleton. La densidad de población era de 913,63 hab./km². De los 2345 habitantes, Carleton estaba compuesto por el 96.67% blancos, el 0.21% eran afroamericanos, el 0.47% eran amerindios, el 0.68% eran asiáticos, el 0.09% eran isleños del Pacífico, el 0.17% eran de otras razas y el 1.71% pertenecían a dos o más razas. Del total de la población el 2% eran hispanos o latinos de cualquier raza.